# بريتيش سي باور
سي باور (بالإنجليزية: Sea Power)، التي عرفت سابقًا باسم بريتيش سي باور (بالإنجليزية: British Sea Power) وفي بداية مسيرتها باسم بريتيش آير باور (بالإنجليزية: British Air Power)، هي فرقة روك بديلة إنجليزية تكونت تشكيلتها الأصلية من جان سكوت ويلكنسون، المعروف باسم يان؛ ومارتن نوبل، المعروف باسم نوبل؛ وأليسون كوتون. غادر كان كوتون الفرقة مع بداية مسيرتها لينضم إليها عضوان جديدان هما: نيل هاميلتون ويلكنسون، المعروف باسم هاميلتون، وماثيو وود، المعروف باسم وودي. انضم إيمون هاميلتون إلى الفرقة في خريف عام 2002 و غادر في عام 2006  ليتم استبداله بفيل سامنر؛ وانضمام آبي فراي في عام 2008.
تنوع إصدارات الفرقة دفع النقاد إلى تشبيه صوتهم بمجموعات أخرى مثل The Cure ،و Joy Division ،وPixies ؛و Arcade Fire .   

## وصلات خارجية
- Sea Power
 – الموقع الرسمي
- بريتيش سي باور التسجيلات من ديسكاغز.كوم